# Fifty-Sixty
"Fifty-Sixty" är den nionde singeln från den franska sångerskan Alizée och den andra från hennes tredje studioalbum Psychédélices. Den släpptes i februari 2008. En tillhörande musikvideo släpptes i maj samma år.